# Triantha glutinosa
Triantha glutinosa är en kärrliljeväxtart som först beskrevs av André Michaux, och fick sitt nu gällande namn av John Gilbert Baker. Triantha glutinosa ingår i släktet Triantha och familjen kärrliljeväxter. Inga underarter finns listade.